# Unternehmensverantwortung
Unternehmensverantwortung (international und in der Managementtheorie meist als Corporate Responsibility bezeichnet) ist das, wofür ein Unternehmen gegenüber seinen Anspruchsgruppen («Stakeholder») sowie der natürlichen Umwelt verantwortlich ist oder sein sollte. Sie hängt von der Fähigkeit ab, Entscheide zu fällen und Einfluss auf andere zu nehmen. Je grösser die Handlungsfähigkeit oder die Handlungsauswirkungen eines Unternehmens, umso grösser ist seine Verantwortung. Deshalb ist Unternehmensverantwortung in einer kapitalistischen oder marktwirtschaftlichen Ordnung, in der Unternehmen eine Schlüsselrolle einnehmen, besonders relevant. Deutschland, Österreich und die Schweiz haben eine solche Ordnung.
Unternehmensverantwortung bezieht sich einerseits auf konkrete Ereignisse aus der Vergangenheit oder Gegenwart: ob ein Unternehmen verantwortlich gehandelt hat bzw. handelt. Andererseits bezieht sie sich auf Vorstellungen und Zuschreibungen, die in die Zukunft weisen: wie ein Unternehmen verantwortlich handeln sollte. Solche Bewertungen und Vorstellungen entstehen stets in einem bestimmten Kontext. An verschiedenen Orten und zu verschiedenen Zeiten kann Unternehmensverantwortung unterschiedliches bedeuten. Sie ist inhaltsoffen und deshalb abzugrenzen von verwandten und zum Teil synonym verwendeten Begriffen wie Corporate Responsibility, Corporate Social Responsibility, Corporate Citizenship und Corporate Governance, die in der Regel bestimmte Vorstellungen, aber teilweise auch konkrete gesetzliche Verpflichtungen der Unternehmensverantwortung transportieren.
Wie jede Verantwortung, kann auch jene von Unternehmen analytisch in vier Bereiche aufgeteilt werden:
- das Unternehmen als Träger oder Subjekt der Verantwortung;
- Arbeitnehmer, Konsumenten und andere Anspruchsgruppen sowie die natürliche Umwelt als Objekte der Verantwortung (gegenüber wem bzw. wofür das Unternehmen verantwortlich ist);
- bestimmte Kriterien – zum Beispiel Gesetze, Verhaltenskodizes oder Standards –, anhand derer Verantwortung definiert wird;
- bestimmte Instanzen – zum Beispiel Gerichte, Verbände und Medien –, die darüber urteilen, ob eine Handlung oder Unterlassung verantwortlich war bzw. was verantwortliches Handeln ausmacht.

## Geschichte

### 17. bis frühes 20. Jahrhundert
Erörterungen über die Unternehmensverantwortung lassen sich zumindest bis ins 17. Jahrhundert zurückverfolgen, als in Europa immer mehr Unternehmen als juristische Personen gegründet wurden. Von Anfang an ging es um das Spannungsfeld zwischen dem unternehmerischen Gewinnstreben sowie anderen Interessen, Gütern und Werten. Im 17. Jahrhundert ging es zum Beispiel um die Interessen von Anlegern und Aktionären, die im Zuge des Bankrotts grosser Übersee-Handelsgesellschaften geschädigt worden waren. Im 18. und 19. Jahrhundert wurden Unternehmen zunehmend für ihre Rolle im Sklavenhandel verantwortlich gemacht. Maschinenstürme im 19. Jahrhundert zeugten vom Unmut – und dem Vorwurf der Verantwortungslosigkeit –, dass Industrieunternehmen das Gewerbe und traditionelle Erwerbsmöglichkeiten verdrängten. Der bekannteste in der Schweiz war der sogenannte Usterbrand von 1832.
Über die Soziale Frage wurde ebenfalls unter dem Aspekt der Unternehmensverantwortung gestritten. Die Soziale Frage beschäftigte sich mit der Verelendung grosser Bevölkerungsteile im Zuge der Industrialisierung und Verstädterung im 19. und frühen 20. Jahrhundert, Die Revolutionäre in der Arbeiterbewegung begriffen sie als Frage der gesellschaftlichen Ordnung und strebten deshalb deren Umsturz an. Reformorientierte Kräfte wollten über den Staat die Arbeitsbedingungen, oder den Schutz vor Altersarmut verbessern und die Mitbestimmung der «Arbeiterklasse» stärken. Sie zielten darauf, die Verantwortung der Unternehmen staatlich zu regeln und die Arbeiter an ihr zu beteiligen. Aus der Wahrnehmung heraus, dass die Unternehmen ihrer gesellschaftlichen Verantwortung nicht gerecht wurden, gründeten im 19. Jahrhundert Unternehmer wie der Brite Robert Owen und der Deutschen Friedrich Wilhelm Raiffeisen die Genossenschaftsbewegung. Die erste Raiffeisenkasse in der Schweiz wurde 1899 gegründet. Auch die katholische Soziallehre war eine Reaktion auf die Soziale Frage. Diese wurde in den Industriestaaten in Europa und Nordamerika erst in der zweiten Hälfte des 20. Jahrhunderts mit dem Ausbau des Arbeitsrechts und dem Aufbau des Sozialstaats entscheidend entschärft.

### 20. Jahrhundert bis heute
Die Diskussionen über die Unternehmensverantwortung, die in den westlichen Industriestaaten seit dem frühen 20. Jahrhundert geführt worden sind, lassen thematisch in folgende Bereiche unterteilen:
Grossunternehmen: Der technologische Fortschritt und die Integration erst nationaler, dann globaler Märkte hat die Unternehmensgrössen bis heute stark anwachsen lassen. An der Wende zum 20. Jahrhundert befasste sich die Politik vor allem mit der Wirtschaftsmacht und der damit einhergehenden Verantwortung riesiger Konglomerate aus den Energie- und Infrastrukturbranchen. Beispiele waren die Standard Oil Company und U.S. Steel in den USA. Auch im deutschsprachigen Raum entstanden in diesen Branchen Grossunternehmen wie die Vorgängerfirmen der heutigen Thyssenkrupp AG. Üblicher war in Deutschland und der Schweiz jedoch die Bildung von Kartellen, die ebenfalls zu Marktmacht und zur möglichen Benachteiligung der Konsumenten führten und deshalb gesetzlich bekämpft wurden. Die heutigen Bemühungen zur Regulierung der global dominierenden Internetkonzerne Google, Amazon, Facebook und Apple lassen sich als Fortsetzung dieser Problematik und Diskussion interpretieren. Auch hierbei geht es um die Frage, wie Unternehmen dazu gebracht werden können, ihre Verantwortung gegenüber verschiedenen Anspruchsgruppen wahrzunehmen.
Manager: Eine Folge des Wachstums der Unternehmensgrössen ist, dass immer weniger Unternehmen von ihren Eigentümern geführt werden. Das wirft die Grundsatzfragen auf, ob die angestellten Unternehmensleiter – für die sich der Begriff der (Top-)Manager eingebürgert hat – gegenüber den Eigentümern verantwortungsvoll handeln, und wie sie dazu gebracht werden können. In den USA führten diese Fragen zunächst in den 1920er- und 1930er-Jahren, als sich das Phänomen der Manager auszubreiten begann, zu öffentlichen Debatten. Die bis heute andauernde Debatte, die längst auch in Europa geführt wird, geht auf die 1970er-Jahre zurück. Unter dem Eindruck, dass die Manager der Grossunternehmen zulasten der Aktionäre immer mehr Rücksicht auf den Staat und andere organisierte Interessen nahmen, forderten Investorenvertreter und neoliberale Meinungsmacher eine radikale Konzentration auf die Profitmaximierung (Shareholder Value). Vor diesem Hintergrund entstand 1970 das Bonmot des Wirtschaftsnobelpreisträgers Milton Friedman, «business of business is business». Aus dem Bestreben heraus, die Interessen der Aktionäre gegenüber den Managern zu stärken, hat sich seither der Ansatz der Corporate Governance entwickelt. Seit der Jahrtausendwende haben vor allem stark gestiegene Managervergütungen die öffentliche Diskussion über die richtige Corporate Governance und verantwortliches Unternehmenshandeln angetrieben. In der Schweiz kristallisierte sich die Kritik an den Bezügen des damaligen CEO und Verwaltungsratspräsidenten von Novartis, Daniel Vasella, sowie der sogenannten Abzocker-Initiative, die 2005 lanciert und 2013 angenommen wurde.
Nachhaltige Entwicklung: In den 1970er-Jahren sahen sich die Unternehmen in den westlichen Industriestaaten mit neuen sozialen Bewegungen und zivilgesellschaftlichen Organisationen konfrontiert, die sich für die Menschen- und insbesondere die Bürger-, Frauen- und Konsumentenrechte, sowie den Umweltschutz und die «Dritte Welt» einsetzten. Die Unternehmen wurden dafür kritisiert, dass sie ihre soziale und ökologische Verantwortung nicht wahrnähmen. Neue soziale Bewegungen und zivilgesellschaftliche Organisationen aus dem Norden sowie Regierungen aus dem Süden kritisierten multinationale Unternehmen auch dafür, dass sie für Armut und andere Missstände in den Entwicklungsländern sowie die Ungleichheit zwischen reichen und armen mitverantwortlich seien. Ein international wegweisendes Beispiel war die Kritik der Erklärung von Bern (heute Public Eye), dass Nestlé mit seiner Vermarktung von Kleinkindernahrung zur Kindersterblichkeit in der «Dritten Welt» beitragen würde. Aus diesen kritischen Bewegungen und Diskursen ging in den frühen 1980er-Jahren der heute weitverbreitete Begriff der nachhaltigen Entwicklung hervor. Er verlangt von Unternehmen, zur Erreichung ökonomischer, ökologischer und sozialer Ziele und damit zur intra- und intergenerationellen Gerechtigkeit beizutragen. Diese Forderung ist seit den frühen 1990er-Jahren immer lauter geworden. Hierfür können drei Gründe angeführt werden:
- das wachsende Bewusstsein für die sozialen und ökologischen Kosten der Weltwirtschaft;
- die geringere Fähigkeit und Bereitschaft der Nationalstaaten, die Unternehmen in einer globalisierten Welt mittels Regeln auf soziale und ökologische Ziele zu verpflichten;
- die gestiegene Fähigkeit und Bereitschaft von Investoren, Manager auf die Steigerung oder Maximierung des Profits zu verpflichten.

## Ansätze
Es gibt verschiedene Ansätze, wie verantwortungsvolles Unternehmenshandeln zu verstehen und umzusetzen ist. Ein wichtiger Unterschied betrifft die Frage nach Wesen und Zweck des Unternehmens. Aus einer rechtlichen und betriebswirtschaftlichen Perspektive kann das Unternehmen als wirtschaftlich selbstständige Organisationseinheit bezeichnet werden, die mit Hilfe von Planungs- und Entscheidungsinstrumenten Markt- und Kapitalrisiken eingeht. Aus einer volkswirtschaftlichen (institutionenökonomischen) Perspektive kann man es als Organisation verstehen, die gewisse Transaktionen effizienter abwickelt als der Markt und somit dem übergeordneten Ziel der Effizienz- und Gewinnmaximierung dient. Für die katholische Wirtschaftsethik ist es dazu da, «die Güter dieser Welt zu mehren und für alle zugänglicher zu machen, wirklich dem Gemeinwohl zu dienen». Neudeutsche Begriffe wie Corporate Responsibility, Corporate Social Responsibility, Corporate Citizenship und Corporate Governance sind massgeblich durch die Betriebswirtschaftslehre und die Rechtswissenschaft geprägt worden. Doch befassen sich auch die Ökonomie, Philosophie, Soziologie oder Theologie mit der Frage, welche Rolle das Unternehmen in der gesellschaftlichen Ordnung wahrnimmt bzw. wahrnehmen sollte. Unter den Ansätzen, die dem Unternehmen eine Verantwortung zuweisen, die über das Gewinnstreben hinausgeht, gibt es solche, die Privateigentum und Gewerbefreiheit per se ablehnen. Ein Beispiel ist der Marxismus. Die weiteren Ansätze, die Unternehmen und die Marktwirtschaft – und damit auch den Profit – für grundsätzlich akzeptabel halten, lassen sich in Anlehnung an Wettstein (2018) wie folgt unterscheiden:

### Strategisch-instrumentelle Ansätze
Diesen Ansätzen ist die Annahme gemein, dass sich verantwortungsvolles Handeln gegenüber den relevanten Anspruchsgruppen – zumindest mittel- und langfristig – finanziell für das Unternehmen lohnt. Ein früher Autor, der diesen Gedanken des «aufgeklärten Eigeninteresses» aufgriff, war Alexis de Tocqueville (1805–1859). Heute wird der «Business Case» verantwortlichen Unternehmenshandelns in der wirtschafts- und unternehmensethischen oder betriebswirtschaftlichen Literatur zu Corporate Social Responsibility, strategischem Stakeholder-Management oder nachhaltiger Unternehmensführung betont. Demnach stärkt verantwortungsvolles Handeln die Wettbewerbsfähigkeit des Unternehmens, indem es zur positiven Reputation und zu guten Beziehungen mit Arbeitnehmern, Konsumenten, Behörden, Universitäten, Schulen oder der Bevölkerung beiträgt. Das wiederum reduziert Risiken und erleichtert den Zugriff auf gesellschaftliche Ressourcen.

### Normative Ansätze
Diese Ansätze gründen auf bestimmten Werten oder Normen. Verantwortungsvolles Unternehmenshandeln bedarf dann keiner anderen als der moralischen Begründung. Es kann sich finanziell lohnen, doch darf dieses Motiv nicht entscheidend sein. Frühe Beispiele solcher Ansätze sind die christliche Unternehmensethik und, durch den Humanismus verbunden, das Leitbild des Ehrbaren Kaufmanns. Auch normativ-kritische Konzepte des Stakeholder-Managements betonen den Eigenwert von Stakeholder-Interessen. Damit ist gemeint, dass die Interessen von Anspruchsgruppen auch dann berücksichtigt werden sollten, wenn diese Anspruchsgruppen gegenüber dem Unternehmen keinerlei Macht ausüben können. Somit sind nicht alle Stakeholder-Ansätze strategisch-instrumentell. Sozialunternehmertum und Umweltunternehmertum – zum Teil neudeutsch als Social entrepreneurship, Ökopreneurship oder Eco-entrepreneurship bezeichnet –, sind ebenfalls normative Ansätze der Unternehmensverantwortung.

### Management-Ansätze
Solche Ansätze werden vorab in der Management-Literatur aufgegriffen und oft in Form von Leitfäden oder Verhaltenskodizes dargestellt. Sie beschäftigen sich nicht mit der normativen oder strategisch-instrumentellen Begründung von Unternehmensverantwortung, sondern primär mit Fragen ihrer konkreten Umsetzung innerhalb einer Organisation. Die Organisation für wirtschaftliche Zusammenarbeit und Entwicklung (OECD), die massgeblich in die Entwicklung und Verbreitung solcher Ansätze involviert ist, benutzt in diesem Zusammenhang den Begriff des «verantwortungsvollen unternehmerischen Handelns» (gewöhnlich in der englischen Version als Responsible Business Conduct). Ein anderes Beispiel eines Management-Ansatzes ist der Leitfaden ISO 26000 für die gesellschaftliche Verantwortung von Unternehmen und anderen Organisationen. Solche Instrumente und der Austausch sogenannter Best Practices gewinnen zunehmend auch für international tätige kleine und mittelgrosse Unternehmen (KMU) an Bedeutung, die für die deutsche, österreichische und schweizerische Volkswirtschaft charakteristisch sind.

### Institutionelle Ansätze
Solche Ansätze befassen sich weder mit der Rechtfertigung noch mit der Umsetzung von Unternehmensverantwortung. Bei ihnen geht es vor allem um den Kontext, um die institutionellen Bedingungen von Unternehmensverantwortung. Nach dem Ende des Ostblocks und der Systemkonkurrenz zwischen Kapitalismus und Kommunismus beschäftigte sich die sozial- und geisteswissenschaftliche Forschung verstärkt mit institutionellen Unterschieden innerhalb des Kapitalismus («Varieties of Capitalism»). Zwischen diesen Kapitalismustypen und der Unternehmensverantwortung gibt es starke Zusammenhänge. In sogenannt koordinierten oder korporativen Marktwirtschaften, wie sie typisch für Kontinentaleuropa sind, wird mehr Verantwortung durch den Staat, Verbände, Gewerkschaften und andere Kollektivakteure wahrgenommen. Unternehmen sind verantwortlich, indem sie bei diesen kollektiven Lösungen mitwirken (zum Beispiel im Bereich der Berufsbildung oder sozialen Sicherheit). In liberalen Marktwirtschaften, wie sie im angelsächsischen Raum verbreitet sind, wird Verantwortung individualistischer verstanden. Für Unternehmen ist deshalb der Ermessensspielraum, wie sie ihre Verantwortung definieren und umsetzen, wesentlich grösser.

### Einordnung
In den deutschsprachigen Ländern ist Unternehmensverantwortung seit den 1990er-Jahren vermehrt ein öffentliches Thema. Das zeigt sich insbesondere an der Verbreitung neudeutscher Begriffe wie Corporate Responsibility, Corporate Social Responsibility, Corporate Citizenship und Corporate Governance. Diese Entwicklung lässt sich wie folgt erklären:
- Es hat ein beschleunigter normativer Wandel stattgefunden: Immer mehr Menschen verlangen von Unternehmen, dass sie im Sinne einer nachhaltigen Entwicklung auch zur Erreichung sozialer und ökologischer Ziele beitragen.[34]
- Es hat ein institutioneller Wandel stattgefunden: Neoliberale Reformen und die Globalisierung haben in Europa eine Verschiebung hin zu liberale(re)n Marktwirtschaften bewirkt. Der Staat und andere Kollektivakteure wie Verbände und Gewerkschaften haben in der Verteilung und Wahrnehmung von Verantwortlichkeiten tendenziell an Bedeutung verloren.[56][57][58]
- Der normative und institutionelle Wandel hat die Nachfrage nach strategisch-instrumentellen und Management-Ansätzen angeregt: Manager haben ein verstärktes Interesse daran, zu wissen, wie Unternehmensverantwortung begründet, umgesetzt und kommuniziert werden kann.[59][60] Solange Unternehmen ihre Verantwortung im Rahmen kollektiver Lösungen wahrgenommen hatten, wie es für koordinierte oder korporative Marktwirtschaften typisch ist, gab es wenig(er) zu entscheiden und zu kommunizieren.
- Der institutionelle Wandel und die Verbreitung von strategisch-instrumentellen sowie Management-Ansätzen können als fortgesetzte U.S.-Amerikanisierung der Wirtschaft in Europa interpretiert werden. Über internationale Organisationen und Netzwerke, über Management-Literatur und -Schulen ist die in den USA vorherrschende Idee einer Unternehmensverantwortung verbreitet worden, die stark auf Freiwilligkeit beruht und gezielt für die Verbesserung der Unternehmensreputation eingesetzt wird.[61][62]

## Rechtsentwicklungen
Verschiedene Rechtsentwicklungen spiegeln das wachsende Bedürfnis, Unternehmenstätigkeit in einen gesellschaftlichen Rahmen einzubetten. Solche Entwicklungen manifestieren sich sowohl auf transnationaler als auch auf nationaler Ebene.
Transnationale Ebene
Unternehmenstätigkeiten werden vermehrt über nationale Grenzen hinweg geregelt. Sowohl öffentliche als auch private Akteure erlassen verbindliches Recht (Hard Law) sowie unverbindliche Empfehlungen, Verhaltenskodizes und Standards (Soft Law). Diese Ebenen sind ineinander verwoben. Die UN-Leitprinzipien für Wirtschaft und Menschenrechte, die OECD-Leitlinien für multinationale Unternehmen und die Ziele für nachhaltige Entwicklung (Sustainable Development Goals, kurz SDGs) der Agenda 2030 der UNO sind wichtige Regelwerke in diesem Zusammenhang. Sie verfolgen das Ziel, den globalen Markt zu legitimieren, indem sie ihn normativ einbetten und auf nicht-ökonomische Ziele verpflichten.
Die Ziele für nachhaltige Entwicklung (SDGs) konkretisieren das 1987 vom Brundtlandt-Bericht eingeführte Konzept der Nachhaltigen Entwicklung. Sie sind Teil der Uno-Agenda 2030 und verknüpfen Ziele, die in internationalen Abkommen aus den Bereichen der Umwelt, der Wirtschaft und der Menschenrechte enthalten sind, miteinander. Die SDGs weisen darauf hin, dass Zielkonflikte zwischen der Wirtschaft, dem sozialen Bereich und der Umwelt zu thematisieren und bestmöglich aufzulösen sind. Hierbei sehen sie nicht nur staatliche, sondern auch private Akteure in der Verantwortung. So sollen insbesondere auch Unternehmen umfassende Güterabwägungen vornehmen und Investitionen nachhaltig gestalten.
Die Uno-Leitprinzipien für Wirtschaft und Menschenrechte wurden 2011 von der UNO verabschiedet. Sie zeigen auf, wie Staaten ihre Pflicht, Individuen vor Menschenrechtsverletzungen Dritter zu schützen, im Bereich der Wirtschaft umsetzen können. Diese Pflicht leitet sich u. a. aus den nahezu universell ratifizierten UNO-Menschenrechtskonventionen von 1966 her, die wiederum auf der Allgemeinen Erklärung der Menschenrechte von 1948 basieren. Heute ist weitgehend anerkannt, dass sich der Schutz nicht nur auf Personen im Inland, sondern auch im Ausland erstreckt. Entsprechend soll das Unternehmen auch im Ausland sorgfältig vorgehen und keine Menschenrechte und Umweltstandards verletzen. Auch soll eine geschädigte Person im Sitzstaat des Unternehmens Wiedergutmachung erlangen können. Die Debatte wird auch unter dem Stichwort „Wirtschaft und Menschenrechte“ (Business and Human Rights) geführt. 2014 hat der UN-Menschenrechtsrat in diesem Zusammenhang die Resolution 26/9 „Ausarbeitung eines bindenden Rechtsinstruments über transnationale Unternehmen und andere Wirtschaftsunternehmen und die Menschenrechte“ verabschiedet. Die auf Grundlage der Resolution geschaffene zwischenstaatliche Arbeitsgruppe hat bereits zehnmal getagt, um ein internationales Menschenrechtsabkommen zur Regulierung von Unternehmen und ihrer Wertschöpfungsketten („UN-Treaty“) zu verhandeln.
Die Organisation für wirtschaftliche Entwicklung und Zusammenarbeit (OECD) erliess 1976 Leitsätze für multinationale Unternehmen (MNU). Diese OECD-Guidelines for Multinational Enterprises rufen die Regierungen dazu auf, die MNU, die in ihrem Land ansässig oder aktiv sind, zu verantwortlichem und menschenrechtskonformem Handeln auch im Ausland zu bewegen und Mediationsplattformen für Geschädigte zur Verfügung zu stellen.
Im Zentrum dieser Regelwerke steht die Frage nach der angemessenen Sorgfalt («due diligence-Prüfung»). Sowohl nach den UN-Leitprinzipien als auch den OECD-Leitsätze soll ein kausal verursachter Schaden nur dann dem Unternehmen – insbesondere dem Mutterunternehmen – zurechenbar sein, wenn das Unternehmen nicht genügend sorgfältig vorgegangen ist. Die Frage, was ein «nach den Umständen gebotenes sorgfältiges Vorgehen» ist, ist nicht immer einfach zu beantworten, insbesondere, wenn das Unternehmen in vulnerablen Kontexten tätig ist. Allgemeinen Rechtsgrundsätzen folgend soll ein Unternehmen nach «bestem Wissen und Gewissen » vorgehen, bzw. soll unternehmen, was vernünftig ist und in seiner Macht steht. Primär muss es das vor Ort geltende Recht einhalten, auch wenn es im Land selber nur schlecht umgesetzt wird. Zudem wird ein risikobasierter Ansatz postuliert: Je grösser das Risiko einer Menschenrechtsverletzung, desto mehr Sorgfalt wird erwartet. Somit verlangt die Frage nach der angemessenen Sorgfalt nach einer sorgfältigen Beurteilung des konkreten Falles, zumal jeder Sachverhalt unterschiedlich ist. Sektorspezifische Richtlinien wie jene der OECD leisten einen wichtigen Beitrag bei der Eingrenzung des Verantwortungsbereichs.
Wissenschaftlerinnen und Wissenschaftler erörtern seit Längerem Fragen rund um die Präzisierung des heutigen Haftpflichtrechts. Unternehmenstätigkeiten seien schon immer in einen Rechtsrahmen eingebunden gewesen, dieser Rechtsrahmen sei aber ständig den neuen Gegebenheiten anzupassen. Zu diesem Schritt seien die Staaten gestützt auf die Menschenrechtskonventionen auch verpflichtet. In der Wissenschaft wird auch auf die Präventivwirkung von entsprechenden gesetzlichen Vorgaben hingewiesen. Zudem wird argumentiert, dass ein erleichterter Zugang zu Gerichten im Sitzstaat eines Konzerns die Rechtsanwendung im Gaststaat stärken könne, da eine Wettbewerbssituation entstehe (wobei auch eine gegenteilige Situation die Folge sein könne). Schliesslich könnten Geschädigte so wirksam Wiedergutmachung erlangen.
Eine weitere Frage in der Diskussion ist, ob es neue Haftungsregeln erleichtern oder erschweren, in ärmeren Ländern mit schwachen Strukturen zu investieren. Aus Sicht der Nachhaltigkeitsziele ist ein Gleichgewicht zu schaffen. So gilt es einerseits sicherzustellen, dass schädliche Investitionen erschwert, aber auch, dass wichtige Investitionen gefördert werden. Hier kommen verschiedene Anreizinstrumente in Betracht. In der Wissenschaft wird auch betont, dass es schwierig sein kann, den genauen Sachverhalt zu eruieren, wenn der Schaden im Ausland entstanden ist. Auch sei oft nicht klar, wann genau eine Verletzung von internationalen Menschenrechten und Umweltstandards vorliege. Um diesen Schwierigkeiten Rechnung zu tragen, wird ein Zusammenspiel von Gerichten und Vermittlungsforen – wie der von der OECD unterstützte Nationale Kontaktpunkt – postuliert.
Nationale Ebene
Auf nationaler Ebene gibt es diverse rechtliche Anknüpfungspunkte zur Erfassung unternehmerischer Verantwortlichkeit im transnationalen Kontext. Solche finden sich im Zivilrecht, im Strafrecht, im Wettbewerbsrecht im Rahmen des unlauteren Wettbewerbs, in der Banken- und Versicherungsgesetzgebung, im Bereich der Edelmetallkontrolle, im Handels- und Investitionsschutzrecht, in der Gesetzgebung zum öffentlichen Beschaffungswesen, im Zoll- und Börsenrecht, im Medizinalrecht, oder in der Umweltschutz- und Arbeitsschutzgesetzgebung. Anpassungen im Zivilrecht standen in den letzten Jahren im Fokus der europäischen Debatte.
Beispiel Schweiz
In der Schweiz sind Anpassungsbestrebungen in diversen der oben erwähnten Bereiche im Gange, u. a. im öffentlichen Beschaffungswesen und der Edelmetallkontrolle. Im Zentrum der Debatte steht aber auch hier die Frage, wie die Sorgfaltspflicht transnational agierender Unternehmen im Zivilrecht besser verankert werden könnte, und wie die Haftung für Schäden im Rahmen komplexer Konzernstrukturen zu regeln ist, um auch der Opferseite gerecht zu werden.
In der Schweiz hat die Volksinitiative «Für verantwortungsvolle Unternehmen – zum Schutz von Mensch und Natur» (Konzernverantwortungs-Initiative) eine grosse Diskussion in der Öffentlichkeit ausgelöst. Die Initiative bezog sich auf die UN-Leitprinzipien für Wirtschaft und Menschenrechte und nahm Bezug auf das im Schweizer Obligationenrecht verankerte Konzept der Geschäftsherrenhaftung. Die Initiative wollte erreichen, dass Unternehmen mit Sitz in der Schweiz für Menschenrechtsverletzungen und Umweltschäden haften, die sie – oder durch sie kontrollierte Unternehmen – im Ausland kausal verursacht haben. Das Mutterunternehmen hätte sich jedoch entlasten können, wenn es nachwies, dass es «alle gebotene Sorgfalt» angewendet bzw. eine angemessene Sorgfaltsprüfung durchgeführt hat. In der Rechtslehre wurde argumentiert, dass das geltende Recht diese Regel bereits beinhalten würde, es aber viele Hindernisse in der Rechtsdurchsetzung gebe (Verfahrensfragen und Fragen rund um die Anwendung von ausländischem Recht). Die Initiative kam im November 2020 zur Abstimmung, erreichte ein Volksmehr, scheiterte aber knapp am Ständemehr.